# Arcidiocesi di Silio
L'arcidiocesi di Silio (in latino Archidioecesis Silyensis) è una sede soppressa e sede titolare della Chiesa cattolica.

## Storia
Silio, identificabile con Asarköy nell'odierna Turchia, è un'antica sede arcivescovile della provincia romana della Panfilia Seconda nella diocesi civile di Asia e nel patriarcato di Costantinopoli.
Inizialmente suffraganea dell'arcidiocesi di Perge, attorno al IX secolo fu elevata al rango di arcidiocesi autocefala. Alcune Notitiae Episcopatuum, a partire dal IX secolo, indicano la sede di Silio unita a quella di Perge; questa segnalazione si trova già negli atti del concilio di Nicea del 787. Nel concilio dell'869, Giovanni I si firmò come metropolita di Perge e Silio.
Sono noti una decina di vescovi e arcivescovi di Silio nel primo millennio cristiano; due di questi, Costantino e Antonio, sono stati nominati patriarchi di Costantinopoli.
Dal 1929 Silio è annoverata tra le sedi arcivescovili titolari della Chiesa cattolica; la sede è vacante dall'11 agosto 1964.

## Cronotassi

### Arcivescovi greci
- Teodolo † (menzionato nel 381)
- Neone † (menzionato nel 451)
- Plusiano † (menzionato nel 680)[2]
- Paolo † (menzionato nel 692)[3]
- Leone † (VIII secolo)[4]
- Costantino † (? - 754 nominato patriarca di Costantinopoli)
- Basilio † (menzionato nel 787)[5]
- Epifanio † (seconda metà dell'VIII secolo)[6]
- Antonio † (? - gennaio o febbraio 821 nominato patriarca di Costantinopoli)
- Pietro † (? - circa 852/3 deposto)[7]
- Giovanni I † (prima dell'867/8 - dopo l'877)[8]
- Giovanni II † (menzionato nel 997)[9]
- Michele † (menzionato nel 1054)

### Arcivescovi titolari
- Beato Antoni Julian Nowowiejski † (25 novembre 1930 - 28 maggio 1941 deceduto)
- Thomas John Flynn † (7 aprile 1945 - 7 settembre 1949 deceduto)
- Leo Binz † (15 ottobre 1949 - 2 dicembre 1954 succeduto arcivescovo di Dubuque)
- Anthony Jordan, O.M.I. † (17 aprile 1955 - 11 agosto 1964 succeduto arcivescovo di Edmonton)